# Vitoševac
Vitoševac (em cirílico: Витошевац) é uma vila da Sérvia localizada no município de Ražanj, pertencente ao distrito de Nišava. A sua população era de 1076 habitantes segundo o censo de 2011.

## Demografia
| 1948 | 1953 | 1961 | 1971 | 1981 | 1991 | 2002 | 2011 |
| ---- | ---- | ---- | ---- | ---- | ---- | ---- | ---- |
| 2132 | 2227 | 2193 | 2000 | 1828 | 1535 | 1277 | 1076 |